# 小行星5836
小行星5836（英語：5836）是一颗围绕太阳公转的小行星。1993年6月22日，埃莉諾·赫琳、肯尼斯·J·劳伦斯在帕洛马山发现了此天体。
这颗小行星的绝对星等为76.81714746901355等。